# Taiga della Kamčatka
L'ecoregione della taiga della Kamčatka (codice ecoregione: PA0604) è un'«isola di conifere» al centro della penisola della Kamčatka, lungo il fiume omonimo. È la propaggine più orientale della taiga siberiana. La regione presenta condizioni ecologiche insolite, che combinano basse temperature, elevata umidità e una foresta boreale sulla quale cadono pesanti nevicate. L'ecologia locale è influenzata anche dall'attività vulcanica. La regione si estende per circa 300 km da nord a sud e per circa 100 km da est a ovest. È situata nell'ecozona paleartica e appartiene al bioma delle foreste boreali/taiga; il clima è continentale umido con estati fredde. Copre una superficie di 15200 km².

## Geografia
L'ecoregione è situata nella valle centrale della penisola della Kamčatka, tra la Catena Centrale a ovest (che forma la dorsale principale della penisola) e la Catena Orientale a est. Queste catene montuose parallele hanno un'altezza media di circa 1050 m e scendono bruscamente sul fondovalle attraversato dal fiume Kamčatka che scorre tra di loro. La pianura fluviale è umida e alluvionale e i suoi terreni sono costituiti da andisol (suolo nero vulcanico) e suolo a gley (suolo saturo d'acqua). L'ecoregione è circondata dalle ecoregioni della tundra di foresta e di montagna della Kamčatka e dei prati e foreste rade della Kamčatka e delle Curili. È situata ad una latutudine relativamente elevata (tra 55 e 57 gradi nord).

## Clima
Il clima dell'ecoregione è del tipo continentale umido con estati fredde (Dfc secondo la classificazione dei climi di Köppen). Ha caratteri leggermente più continentali rispetto a quelli delle zone costiere e montuose circostanti, ed è in grado di consentire alcune attività economiche limitate, per lo più di tipo pastorale. Il cielo è coperto per la maggior parte del tempo: la Kamčatka è una delle regioni più nuvolose del mondo, con una media di 15 giorni di pioggia al mese. Le condizioni climatiche della penisola sono fortemente influenzate dalla corrente fredda del mare di Ochotsk a ovest e dalla corrente della Kamčatka orientale che scorre verso sud-ovest lungo la costa orientale, sul versante pacifico.
Il periodo di sviluppo vegetativo va da 90 a 119 giorni. A causa delle estati più calde e dello spesso manto nevoso in inverno, nell'ecoregione non c'è permafrost.

## Flora
Alle quote più basse si trovano foreste di larice della Dauria (Larix gmelinii), abete rosso di Yezo (Picea jezoensis) e betulla bianca asiatica (Betula platyphylla). Anche la betulla di Erman (B. ermanii) è presente.

## Fauna
La regione è nota per la numerosa popolazione di orsi bruni della Kamčatka (Ursus arctos beringianus), i più grandi dell'Eurasia. Altre specie caratteristiche sono la pecora delle nevi (Ovis nivicola), la renna (Rangifer tarandus), la marmotta dalla testa nera (Marmota camtschatica) e una sottospecie di zibellino (Martes zibellina) endemica della Kamčatka. I fiumi della regione sono importanti zone di riproduzione per i pesci migratori: nella penisola si trovano tutte le specie di salmone del Pacifico.

## Aree protette
Nell'ecoregione non si trovano aree protette.

## Minacce
Le foreste della valle centrale sono state sottoposte per secoli allo sfruttamento del legname. È stato stimato che solo il 2,1% delle foreste sia al suo stato originario, ma l'incremento delle attività di conservazione sta portando a garantire una maggiore protezione all'area.

## Popolazione
Non vi sono città nell'ecoregione, solo una manciata di insediamenti. C'è una strada che corre lungo il fiume Kamčatka e un piccolo aeroporto nella cittadina di Kozyrevsk; tutta l'area è scarsamente popolata.